# Connor Carrick
Connor Carrick (* 13. April 1994 in Orland Park, Illinois) ist ein US-amerikanischer Eishockeyspieler, der seit Juli 2025 beim HC Lugano aus der Schweizer National League unter Vertrag steht und dort auf der Position des Verteidigers spielt. Zuvor absolvierte Carrick unter anderem annähernd 250 Spiele für die Washington Capitals, Toronto Maple Leafs, Dallas Stars, New Jersey Devils und Boston Bruins in der National Hockey League (NHL).

## Karriere
Carrick spielte während seiner Juniorenzeit bis 2010 für die Chicago Fury, ehe er sich dem US National Team Development Program des US-amerikanischen Eishockeyverbandes USA Hockey anschloss. Damit schlug er den Werdegang über die kanadischen Juniorenligen – er war zuvor in der OHL Priority Selection von den Plymouth Whalers ausgewählt worden – zunächst aus und verbrachte zwei Spielzeiten in der United States Hockey League. Erst zur Saison 2012/13 wechselte der Verteidiger zu den Plymouth Whalers in die Ontario Hockey League, nachdem er im NHL Entry Draft 2012 in der fünften Runde an 137. Position von den Washington Capitals aus der National Hockey League gezogen worden war.

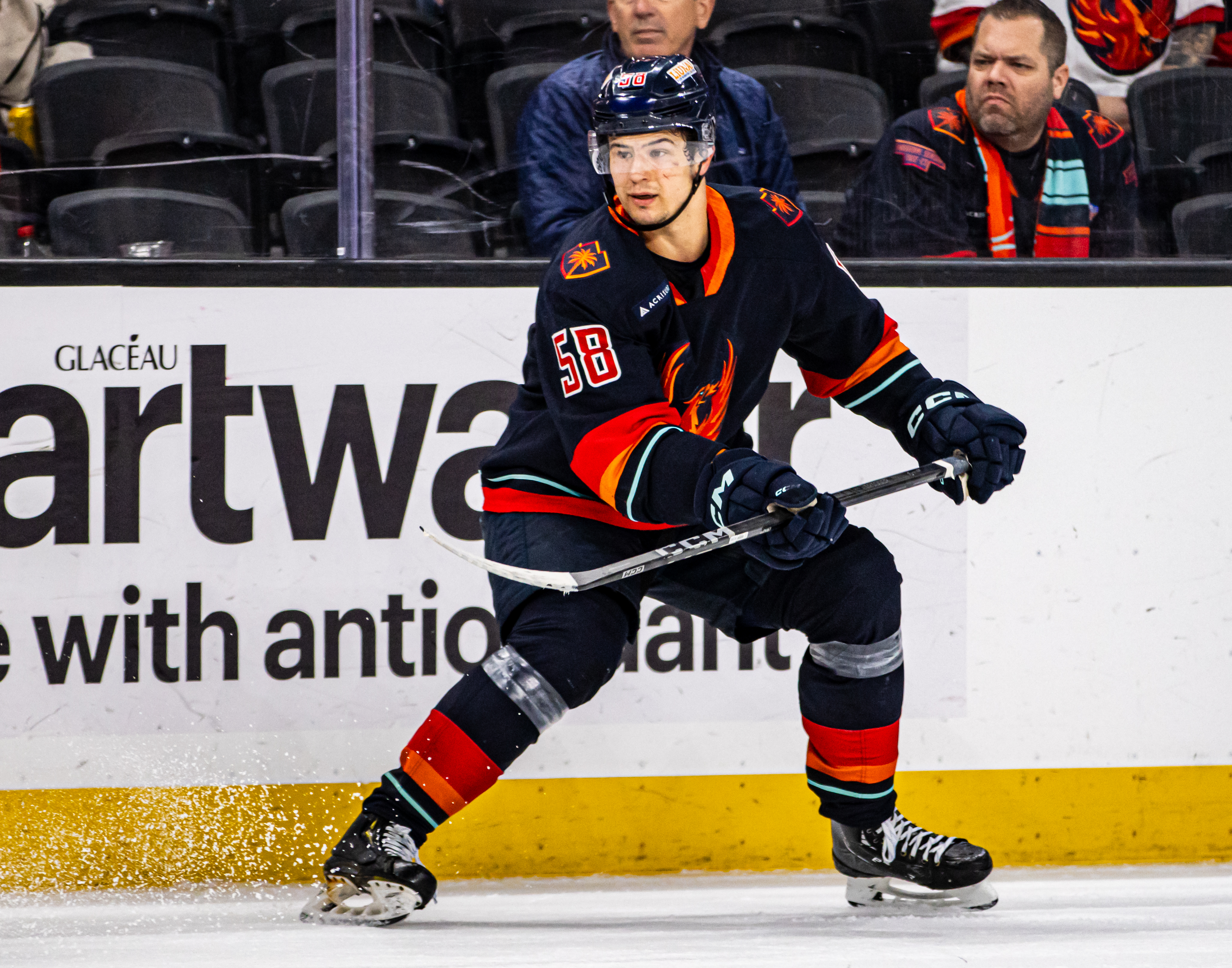
Carrick im Trikot der Coachella Valley Firebirds (2024)

Nach einem Jahr bei den Whalers wechselte Carrick im Herbst 2013 ins Profilager, nachdem ihn die Capitals im September einen Vertrag mit einer Laufzeit von drei Jahren angeboten hatten. Im Verlauf der Saison 2013/14 teilten sich die Einsätze des Abwehrspielers zwischen den Capitals sowie deren Farmteam, den Hershey Bears, aus der American Hockey League auf. Die Spielzeiten 2014/15 und 2015/16 verweilte Carrick – mit Ausnahme von drei Spielen zwischen Weihnachten und Silvester 2015 – in der AHL bei den Bears und stagnierte in seiner Entwicklung als offensiv ausgerichteter Verteidiger. Am 28. Februar 2016 wurde er schließlich mit Brooks Laich und einem Zweitrunden-Wahlrecht im NHL Entry Draft 2016 zu den Toronto Maple Leafs transferiert. Diese gaben im Gegenzug Daniel Winnik und ein Fünftrunden-Wahlrecht im selben Draft ab.
Bei den Leafs vertraute das Management von Beginn an auf die Fähigkeiten Carricks und setzte ihn bis zum Saisonende in 16 Partien ein, in denen ihm vier Scorerpunkte gelangen. Damit gehörte er zu den wenigen positiven Erscheinungen im Saisonverlauf des kanadischen Traditionsteams. Kurz vor Beendigung der NHL-Saison wurde der US-Amerikaner dann mit einer Vielzahl weiterer Spieler an das Farmteam Toronto Marlies in die AHL ausgeliehen, um dieses in den Playoffs um den Calder Cup zu verstärken. Das Team schied allerdings in der Vorschlussrunde aus. Carrick beendete die Playoffs mit 18 Scorerpunkten – die Bestmarke unter allen Spielern. Am 22. Juli 2016 verlängerten die Maple Leafs den auslaufenden Vertrag des Verteidigers um zwei Jahre.
Nach einer weiteren Vertragsverlängerung im Juni 2018 gaben die Maple Leafs den US-Amerikaner im Oktober 2018 an die Dallas Stars ab. Im Gegenzug erhielten sie dafür ein Siebtrunden-Wahlrecht für den NHL Entry Draft 2019. Der Verteidiger bestritt bis Februar 2019 allerdings nur 14 Partien für die Stars, woraufhin er gemeinsam mit einem Drittrunden-Wahlrecht im NHL Entry Draft 2019 zu den New Jersey Devils wechselte. Diese gaben dafür Ben Lovejoy nach Dallas ab. Bei den Devils verbrachte Carrick bis zum Sommer 2021 sowohl Zeit im NHL-Kader als auch beim Farmteam Binghamton Devils in der AHL. Im August 2021 schloss er sich als Free Agent den Seattle Kraken an, ebenso wie im Juli 2022 den Boston Bruins, bevor er im Juli 2023 in gleicher Weise zu den Seattle Kraken zurückkehrte. Ebenso schloss er sich im Juli 2024 den Edmonton Oilers an, wo er aber ebenfalls nur in der AHL eingesetzt wurde.
Um seiner Karriere einen neuen Impuls zu verleihen, entschied sich der US-Amerikaner im Frühjahr 2025 zu einem Wechsel zum HC Lugano aus der Schweizer National League.

### International
Auf internationaler Ebene vertrat Carrick sein Heimatland bei der World U-17 Hockey Challenge 2011, der U18-Junioren-Weltmeisterschaft 2012 sowie der U20-Junioren-Weltmeisterschaft 2014. Dabei gewann er bei der World U-17 Hockey Challenge die Silbermedaille und konnte nur ein Jahr später im Rahmen der U18-Junioren-Weltmeisterschaft den Weltmeistertitel erringen.

## Erfolge und Auszeichnungen
- 2015 Teilnahme am AHL All-Star Classic
- 2016 Teilnahme am  AHL All-Star Classic
- 2016 Topscorer der AHL-Playoffs

### International
- 2011 Silbermedaille bei der World U-17 Hockey Challenge
- 2012 Goldmedaille bei der U18-Junioren-Weltmeisterschaft

## Karrierestatistik
Stand: Ende der Saison 2024/25

### International
Vertrat die USA bei:
- World U-17 Hockey Challenge 2011
- U18-Junioren-Weltmeisterschaft 2012
- U20-Junioren-Weltmeisterschaft 2014

(Legende zur Spielerstatistik: Sp oder GP = absolvierte Spiele; T oder G = erzielte Tore; V oder A = erzielte Assists; Pkt oder Pts = erzielte Scorerpunkte; SM oder PIM = erhaltene Strafminuten; +/− = Plus/Minus-Bilanz; PP = erzielte Überzahltore; SH = erzielte Unterzahltore; GW = erzielte Siegtore; 1 Play-downs/Relegation; Kursiv: Statistik nicht vollständig)